# Shanaze Reade
Shanaze Danielle Reade (* 23. September 1988 in Crewe) ist eine britische Bahnradsportlerin, BMX-Fahrerin und achtfache Weltmeisterin.

## Sportliche Laufbahn
Shanaze Reade begann im Alter von zehn Jahren zunächst mit BMX-Rennen; ihr lokales Vorbild in Crewe war der 15 Jahre ältere Radsportler Jamie Staff. 2005, mit 17 Jahren, bestritt sie die „National Series“ gegen Männer. Kurz vor den Weltmeisterschaften brach sie sich das Knie und fuhr trotzdem bis zu den Viertelfinalen mit. Ihr erstes Rennen der „American Bicycle Association“ gewann sie am 1. April 2006. Im selben Jahr führte sie die britische Rangliste „Männer über 19 und Elite“ an, obwohl sie erst 17 war.
Im August 2006 wurde Shanaze Reade trotz eines verletzten Fußes BMX-Junioren-Weltmeisterin. Insgesamt konnte sie im BMX-Sport fünf Weltmeister-, acht Europameister- sowie fünf Britische Titel erringen. An den Olympischen Spielen 2008 in Peking nahm sie als Favoritin am erstmals ausgetragenen BMX-Rennen teil, konnte das Finalrennen jedoch wegen eines Sturzes nicht beenden.
2007 sowie 2008 errang Reade jeweils Weltmeistertitel auf der Bahn wie auch im BMX. 2007 gewann sie die Weltmeisterschaft im Teamsprint in Palma, gemeinsam mit Victoria Pendleton. Diesen Erfolg konnten die beiden Fahrerinnen im Jahr darauf, bei der Bahnrad-WM in Manchester, wiederholen. In den folgenden Jahren konzentrierte sich Reade auf dem BMX-Sport; insgesamt wurde sie bis 2016 siebenmal Weltmeisterin verschiedenen Disziplinen.
Bei den Spielen 2012 in London belegte Reade Rang sechs. 2013 verließ sie das olympische Bahn-Programm von British Cycling, um an der Aba BMX-Serie in den USA teilzunehmen, 2015 kehrte sie mit dem Ziel zurück, sich für die Olympischen Spiele in Rio de Janeiro zu qualifizieren, was ihr jedoch nicht gelang. Im Frühjahr 2017 erklärte sie ihren Rücktritt vom Leistungsradsport.
Im Jahr darauf kehrte Shanaze Reade in den Leistungsradsport zurück und gewann im Januar 2019 ihren ersten nationalen Titel, als sie bei den britischen Bahnmeisterschaften gemeinsam mit Blaine Ridge-Davis britische Meisterin im Teamsprint wurde.

## Welt-Rekord
Im März 2016 stellte Shanaze Reade mit 26,8 mph (rund 43 km/h) einen neuen Rekord in einer Steilwand auf und erhielt einen Eintrag in das Guinness-Buch der Rekorde.

## Ehrungen
2007 wurde Shanaze Reade, die irisch-jamaikanischer Herkunft ist, von der "Sunday Times" zur „Young Sportswoman of the Year“ ernannt.

## Erfolge

### BMX
2006
- Junioren-Weltmeisterin – Race

2007
- Weltmeisterin – Race

2008
- Weltmeisterin – Race

2010
- Weltmeisterin – Race
- Weltmeisterin – Zeitfahren

2011
- Weltmeisterin – Zeitfahren
- UCI BMX Supercross World Cup in London

2012
- Weltmeisterschaft – Zeitfahren

2013
- UCI BMX Supercross World Cup in Manchester – Zeitfahren, Supercross

### Bahn
2007
- Weltmeisterin – Teamsprint (mit Victoria Pendleton)

2008
- Weltmeisterin – Teamsprint (mit Victoria Pendleton)

2009
- Weltmeisterschaft – Teamsprint (mit Victoria Pendleton)

2019
- Britische Meisterin – Teamsprint (mit Blaine Ridge-Davis)